# Croix de cimetière de Quily

La croix de cimetière de Quily est située sur la parvis de l'église Saint-Nicodème de Quily, dans la commune de Val-d'Oust dans le Morbihan.

## Historique
La croix de cimetière de Quily fait l’objet d’une inscription au titre des monuments historiques depuis le 30 mai 1927.